# Vasile Sturdza
Vasile Sturdza (n. 8 noiembrie 1810, Bârlad  - d. ianuarie 1870, Iași) a fost un politician român, membru al căimăcămiei de trei, între octombrie 1858 - ianuarie 1859, primul Președinte al Consililui de Miniștri de la Iași, după Mica Unire (dar înainte de unirea administrativă a Principatelor Române, precum și primul prim-președinte al Curții de Casație și Justiție.

## Biografie
Vasile Sturdza s-a născut în anul 1810. A fost fiul vornicului Constantin Sturza din Bârlad. A făcut studiile în străinătate și s-a întors în țară în 1833. Până în 1849, s-a ocupat mai mult de agricultură. Între 1849 și 1850 este judecător în Divanul Domnesc din Iași, iar în 1850 ajunge Ministru de Lucrări Publice pentru Moldova. La 1856 este Președintele Divanului Domnesc, iar la 1857, Comisar al guvernului pe lângă Banca Națională a Moldovei. Între 1858 și 1859 este membru al căimăcămiei de trei împreună cu Ștefan Catargiu și Anastasie Panu și luptă pentru unirea Principatelor Române. La 15 ianuarie 1859 este numit Ministru de Interne și Președinte al Consiliului din Moldova. La 14 februarie 1862, înființându-se Înalta Curte de Casație, este numit primul ei președinte, până la 19 octombrie 1868, când se retrage din viața publică.